# Ото (округ, Небраска)
Шаблон:StateAbbr_ 40°39′ пн. ш. 96°08′ зх. д. / 40.65° пн. ш. 96.14° зх. д.
Округ Ото (англ. Otoe County) — округ (графство) у штаті Небраска, США. Ідентифікатор округу 31131.

## Історія
Округ утворений 1854 року.

## Демографія
За даними перепису 2000 року загальне населення округу становило 15396 осіб, зокрема міського населення було 7083, а сільського — 8313.
Серед мешканців округу чоловіків було 7550, а жінок — 7846. В окрузі було 6060 домогосподарств, 4232 родин, які мешкали в 6567 будинках.
Середній розмір родини становив 3,01.
Віковий розподіл населення поданий у таблиці:
| Стать    | До 15 років | 15-21 | 22-29 | 30-39 | 40-49 | 50-65 | 65-85 | Понад 85 |
| -------- | ----------- | ----- | ----- | ----- | ----- | ----- | ----- | -------- |
| Чоловіки | 1743        | 677   | 592   | 993   | 1163  | 1246  | 998   | 138      |
| Жінки    | 1551        | 694   | 593   | 963   | 1151  | 1205  | 1338  | 351      |

## Суміжні округи
- Кесс — північ
- Фремонт, Айова — північний схід
- Атчісон, Міссурі — схід
- Немага — південний схід
- Джонсон — південь
- Ґейдж — південний захід
- Ланкастер — захід

## Виноски
1. ↑  US Decennial Census. US Census Bureau. Архів оригіналу за 4 квітня 2018. Процитовано 9 грудня 2014.
2. ↑  Historical Census Browser. University of Virginia Library. Архів оригіналу за 30 травня 2019. Процитовано 9 грудня 2014.
3. ↑  Population of Counties by Decennial Census: 1900 to 1990. US Census Bureau. Архів оригіналу за 27 квітня 2015. Процитовано 9 грудня 2014.
4. ↑  Census 2000 PHC-T-4. Ranking Tables for Counties: 1990 and 2000 (PDF). US Census Bureau. Архів оригіналу (PDF) за 18 грудня 2014. Процитовано 9 грудня 2014.
5. ↑  State & County QuickFacts. US Census Bureau. Архів оригіналу за 7 червня 2011. Процитовано 21 вересня 2013.(англ.) Наведено за англійською вікіпедією.
6. ↑  American FactFinder. Бюро перепису населення США. Архів оригіналу за 26 лютого 2012. Процитовано 31 січня 2008.

| США | Це незавершена стаття з географії США. Ви можете допомогти проєкту, виправивши або дописавши її. |